# William Bourke Cockran
William Bourke Cockran (né le 28 février 1854 et mort le 1er mars 1923), communément connu sous le nom de Bourke Cockran, fut un représentant des États-Unis pour l'État de New York et un orateur reconnu.

## Biographie
Né dans le comté de Sligo, en Irlande, il a été instruit en France et dans son pays natal. Il a émigré aux États-Unis à l'âge de 17 ans. Il a été professeur dans une école privée et directeur d'une école publique, dans le comté de Westchester, dans l'état de New York.
Il a étudié le droit et a été admis avocat en 1876. Il a commencé à pratiquer à Mount Vernon, dans l'état de New York. En 1878, il a déménagé à la ville de New York.